# 乳猪醤
乳猪醤（ルーヂュージャン）は中華料理で使用される調味料・甘醤の一種。海鮮醤、砂糖、沙薑粉、陳皮、麻醤及びオイスターソースを原料とし、主に広東料理の乳猪（仔豚の丸焼き）を食べる際に用いられ、広東省・香港・マカオでよく用いられる。